# STS Young Endeavour
Pour les articles homonymes, voir Endeavour.
Le STS Young Endeavour  est un brigantin construit en 1986 au chantier naval Brooke Marine à Lowestoft au nord de la Tamise, au Royaume-Uni.
Il appartient à la Marine royale australienne en tant que navire-école.

## Histoire
Il a effectué un long voyage d'Angleterre en Australie pour rejoindre son port d'attache avec un équipage de 24 jeunes Anglais et Australiens. La cérémonie de remise officielle a eu lieu le 25 janvier 1988 en présence de leurs Altesses Royales le Prince de Galles et la Princesse de Galles au port de Sydney.
Le Young Endeavour a été présenté comme un don du Royaume-Uni à l'Australie pour la célébration du bicentenaire de la colonisation.
Il sert de navire-école pour la formation des cadets âgés de 16 à 23 ans. Il a pour sister-ship le Tunas Samudera de la Marine royale malaisienne.
Il participe à de nombreuses manifestations maritimes et aux Tall Ships' Races.

En 2003, le STS Young Endeavour a fêté son 15e anniversaire en remportant la Tall Ship's de Sydney.
Il participera à la Sydney-Auckland Tall Ships Regatta 2013.